# Raúl Iglesias (Pianist)
Raúl Iglesias (* 18. Mai 1933 in Havanna; † 24. September 2004 ebenda) war ein kubanischer Pianist und Musikpädagoge.
Iglesias studierte am Conservatorio Amadeo Roldán in Havanna bei Margot Rojas Mendoza und von 1962 bis 1968 an der Franz-Liszt-Musikakademie in Budapest.  Er trat als Konzertpianist mit kubanischen Orchestern und als Klavierbegleiter mit kubanischen und ausländischen Sängern auf. Ab 1987 war er außerdem Klavierrepetitor am Lehrstuhl für Gesang des Instituto Superior de Arte y del Estudio Lírico in Havanna.

## Quelle
- Cubanos Famosos: Raúl Iglesias

| Personendaten    | Personendaten                         |
| ---------------- | ------------------------------------- |
| NAME             | Iglesias, Raúl                        |
| KURZBESCHREIBUNG | kubanischer Pianist und Musikpädagoge |
| GEBURTSDATUM     | 18. Mai 1933                          |
| GEBURTSORT       | Havanna                               |
| STERBEDATUM      | 24. September 2004                    |
| STERBEORT        | Havanna                               |